# Lyndon Trott
Lyndon Trott, né le 17 juillet 1964 à Saint-Samson sur l'île de Guernesey, est un homme politique britannique. Il est ministre en chef de Guernesey du 1er mai 2008 au 1er mai 2012 et président du comité de la politique et des ressources du 13 décembre 2023 au 1er juillet 2025.